# Baks
Baks è un comune dell'Ungheria di 2.294 abitanti (dati 2001). È situato nella contea di Csongrád-Csanád.